# Font Minoica

Plànol del Santuari d'Apol·lo

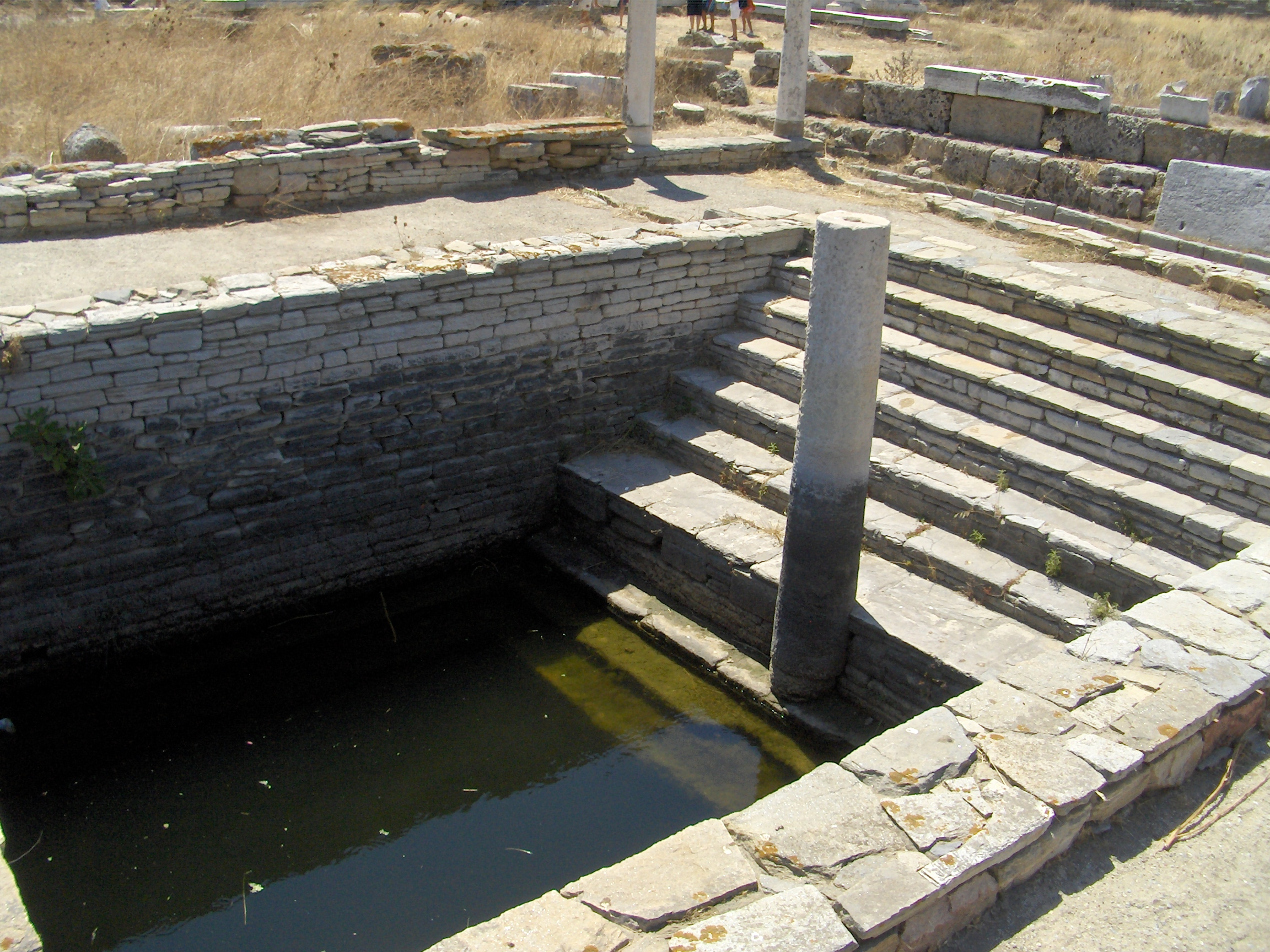
Nou graons conduïen al nivell de l'aigua

La Font Minoica és una font pública monumental del jaciment arqueològic de l'antiga illa de Delos (Cíclades, Grècia). La tallaren en la roca, i es troba darrere de l'Estoa d'Antígon, fora del tèmenos del Santuari d'Apol·lo de l'illa de Delos. La font estava dedicada al culte a les Nimfes.

## Descripció
En el segle vi abans de la nostra era, la font estava coberta per un edifici quadrat amb sostre de quatre aigües i parets en tres costats. El van construir amb filades de granit i gneis. Una façana monumental al costat sud donava accés a la font per un pòrtic revestit amb columnetes dòriques. Nou graons conduïen al nivell de l'aigua. Una prima columna dòrica s'alçava al tercer graó inferior per a sostenir el sostre. La columna segueix dempeus i la font encara s'ompli d'aigua.

## Decoració
Quan se'n feren reparacions a mitjan segle II abans de la nostra era, la font estava decorada amb un fresc que representava un déu riu amb tres nimfes. La inscripció dedicava la font a les Nimfes Minoiques. Una estela amb una inscripció que data del segle V regulava l'ús de la font així: «No renteu, nadeu ni llenceu femta a la deu sagrada». Els infractors havien de pagar una multa.